# Kraftwerk Pengfors
Das Kraftwerk Pengfors ist ein Wasserkraftwerk in der Gemeinde Vännäs, Provinz Västerbottens län, Schweden, das am Ume älv liegt. Es ging 1954 in Betrieb. Das Kraftwerk ist im Besitz von Vattenfall und wird auch von Vattenfall betrieben.
Vattenfall übernahm das Kraftwerk zum 1. Januar 2010 im Rahmen eines Kraftwerkstausches von E.ON.

## Absperrbauwerk
Das Absperrbauwerk besteht aus einer Gewichtsstaumauer aus Beton mit einer Höhe von 21 m. Die Wehranlage mit den zwei Wehrfeldern befindet sich auf der rechten Seite, das Maschinenhaus auf der linken Seite.
Das Stauziel liegt zwischen 89 (bzw. 89,5) und 90,5 m über dem Meeresspiegel. Der Stausee erstreckt sich über eine Fläche von 0,73 km² und fasst 2,9 Mio. m³ Wasser.

## Kraftwerk
Das Kraftwerk ging 1954 mit der ersten Maschine in Betrieb. Es verfügt mit drei Kaplan-Turbinen über eine installierte Leistung von 52 (bzw. 52,5 56,4 57 61 oder 63) MW. Die durchschnittliche Jahreserzeugung liegt bei 240 (bzw. 243 oder 260) Mio. kWh.
Die Turbinen wurden von Kværner geliefert. Sie leisten jeweils 17,5 (bzw. 19 oder 21) MW; ihre Nenndrehzahl liegt bei 125 Umdrehungen pro Minute. Die Fallhöhe beträgt 14,7 (bzw. 15 15,5 oder 16) m. Der maximale Durchfluss liegt bei 237 (bzw. 450) m³/s.
Im Jahr 2014 wurden bei der Maschine 1 Modernisierungsmaßnahmen durchgeführt, wodurch eine Leistungssteigerung von 5 MW und eine Erhöhung der Jahreserzeugung um 5,5 Mio. kWh erzielt werden soll. Die Kosten dafür werden mit 117 (bzw. 120) Mio. SEK angegeben.